# Meister der Lübecker Bibel

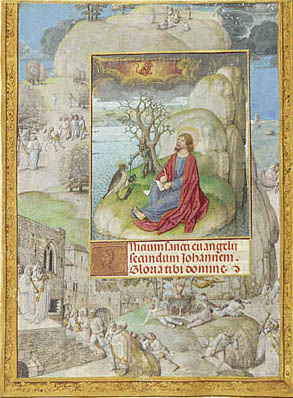
St. Johannes auf Patmos (ca. 1510-1520). Tempera, Gold, Tinte auf Pergament, J. Paul Getty Museum, Los Angeles

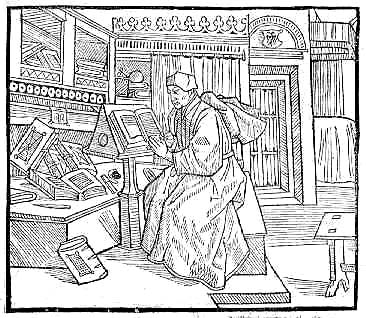
Terenz, 1494

Meister der Lübecker Bibel ist der Notname eines von etwa 1485 bis etwa 1520 tätigen flämischen Buchmalers und Formschneiders.
Er erhielt diesen Namen nach den Holzschnitten, die er für die bei Steffen Arndes gedruckte Lübecker Bibel (1494) schuf. Nachdem eine Zeit lang vereinzelt Bernt Notke als Urheber der Illustrationen angesehen wurde, unterscheidet man seit den Forschungen von Axel L. Romdahl zwei verschiedene namenlose Künstler, von ihm kurz A-Meister und B-Meister genannt.
Beide Meister verstehen sich auf den Einsatz von Licht und Schatten zur Erzeugung von Räumlichkeit und Perspektive; beim A-Meister findet sich jedoch insgesamt eine etwas freiere Gestaltung. Der A-Meister war mit Sicherheit auch an Des Dodes Dantz aus der Mohnkopfoffizin des Hans van Ghetelen beteiligt. Ihm werden 47 Zeichnungen der Lübecker Bibel zugeschrieben (4–39,41,42,44–55); er arbeitete vermutlich in den Jahren 1489–1492 an diesem Projekt. Der B-Meister war bereits zuvor von Steffen Arndes mit den 200 Holzschnitten für das von ihm gedruckte Passional (1492) beauftragt worden. Aus ungeklärten Gründen löste er, der "deutlich schwächere", den A-Meister dann ab.
Dieser A-Meister wird allein als Meister der Lübecker Bibel bezeichnet. Max Hasse stellte die heute meist akzeptierte These auf, dass dieser Meister aus dem flämisch-burgundischen Kulturkreis stammte, seine Ausbildung am Hofe des Königs Rene von Anjou als Miniaturmaler erhielt und nur kurz in Lübeck tätig war. Seine Nähe zum Meister von Jakob IV von Schottland, von dem man annimmt, dass er in Gent tätig war, mag ein Indiz dafür sein, dass auch sein Lebensmittelpunkt hier lag.
Auch für die Holzschnitte zu einer Terenz-Ausgabe von Johannes Trechsel, die dieser 1493 in Lyon druckte, wird von einem Teil der Forschung der Meister der Lübecker Bibel als Autor angesehen. Dies ist jedoch nicht unumstritten.
In der jüngeren Forschung werden dem Meister nicht nur Illustrationen in gedruckten Büchern, sondern auch einige Buchmalereien in Handschriften zugeschrieben. Diese zeichnen sich durch besondere "spannungsgeladene, elastische Bewegtheit" in der Darstellung aus. Seine Figuren haben merkwürdig verlängerte Gesichter und die Landschaften, in denen sie platziert sind, haben eine eigenartig verkürzte Perspektive.